# Circuito de San Carlos
O Circuito de San Carlos é um autódromo localizado em San Carlos, na Venezuela, possui 4,135 km de extensão, foi inaugurado em 1970, recebeu provas da MotoGP entre os anos de 1977 e 1979.